# Ентальпія випаровування
Ентальпія випаровування — зміна ентальпії, за якої один моль рідини випаровується та утворюється один моль газу. Вона завжди додатна, оскільки випаровування включає подолання сил міжмолекулярного притягання у рідині.